# Rozmieszczenie geograficzne ptaków

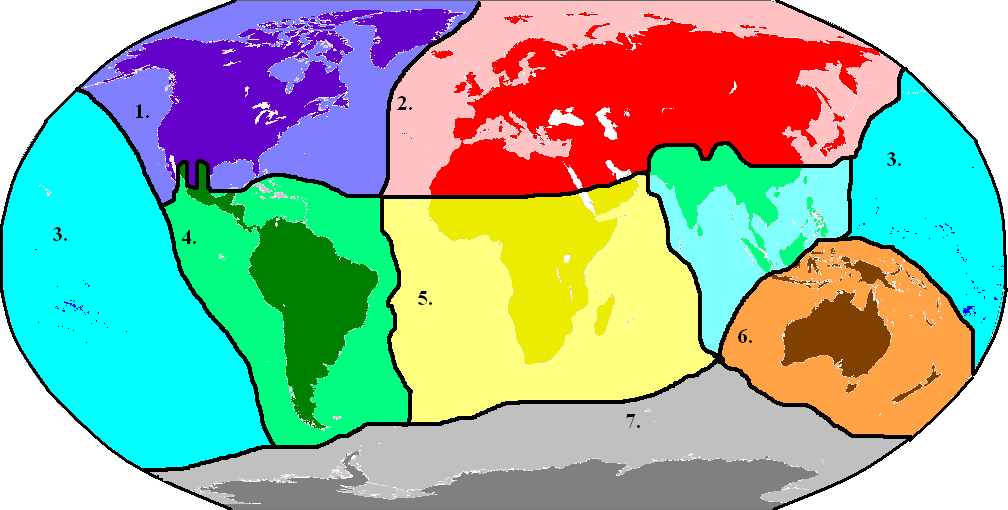
Krainy biogeograficzne ptaków:
1. Kraina nearktyczna
2. Kraina palearktyczna
3. Oceany
4. Kraina neotropikalna
5. Kraina etiopska
6. Kraina australijska
7. Kraina antarktyczna
8. Kraina orientalna (region nieoznaczony numerem na mapie)

Rozmieszczenie geograficzne ptaków – rozmieszczenie ptaków w różnych regionach geograficznych. Pod względem rozmieszczenia geograficznego zwierząt świat dzielony jest na kilka rejonów zwanych krainami zoogeograficznymi. Zostały one wyznaczone po stwierdzeniu bardzo dużych różnic w morfologii zwierząt oraz na podstawie występowania odrębnych linii ewolucyjnych w poszczególnych rejonach. Każdy z tych obszarów ma jakieś charakterystyczne rodziny lub gatunki. Ze względu na mobilność gatunków granice krain nie są ściśle ustalone, z wyjątkiem bardzo wyraźnych barier, a w strefach przejściowych współwystępują gatunki typowe dla obu sąsiednich regionów. Różne systemy wydzielania krain zoogeograficznych nieco różnią się w szczegółach. Ponieważ ptaki łatwiej pokonują bariery niż ssaki czy płazy, przy wydzielaniu krain ze względu na ich występowanie nie wyróżnia się niektórych krain (np. madagaskarskiej).

## Rozmieszczenie ptaków w krainach zoogeograficznych
- Kraina nearktyczna – obejmuje całą Amerykę Północną wraz z Grenlandią. Charakterystyczne rodziny i rzędy to żurawie, kukułkowe, strzyżyki, tyranki, przedrzeźniacze i lasówki. Z 61 rodzin żadna nie jest endemiczna, występują tu 732 gatunki, w większości wędrowne.
- Kraina palearktyczna – obejmuje całą Europę, większość Azji (z wyjątkiem Azji Południowej) oraz Afrykę Północną. Spośród 69 gniazdujących tu rodzin nie ma żadnej endemicznej z wyjątkiem płochaczy. Charakterystyczne rodziny to nury, rybitwy, alki, dzięcioły, pokrzewki, trznadle i łuszczaki. Zasiedlają ją 732 gatunki, w tym endemiczny kowalik korsykański.
- Oceany – obejmuje wszystkie oceany. Około 35 rodzin, wiele endemitów, np. nielotne chruściele. Duża różnorodność gatunków (ok. 200), które stanowią jednak tylko 2% wszystkich gatunków ptaków.
- Kraina neotropikalna – Ameryka Południowa, Środkowa i Północna (aż po południowy Meksyk). Największa różnorodność i liczba gatunków. Rodzin jest 95, a gatunków 3370. Około jedną trzecią stanowią endemity, np. kusacze. 31 rodzin jest endemitami. Wiele gatunków odżywia się owocami i nektarem. Obszar ten zasiedla blisko 1/3 wszystkich gatunków ptaków, a doliczając zimujące, prawie połowa.
- Kraina etiopska – cała Afryka z wyjątkiem północnej części kontynentu, razem z Madagaskarem. Głównie ptaki naziemne oraz jedzące ziarna. Ma 73 rodziny i 1950 gatunków. Kilka endemicznych rodzin i gatunków, m.in. strusie. Charakterystyczne liczne kuraki i nasionożerne ptaki wróblowe.
- Kraina australijska – Australia, Nowa Zelandia oraz Nowa Gwinea. Na 64 gniazdujące rodziny 13 jest endemicznych, są to m.in. kazuary, emu oraz wszystkie nieloty. 1590 gatunków.
- Kraina antarktyczna – obejmuje Antarktydę oraz okoliczne morza i wyspy. Zasiedla ją 12 rodzin i 95 gatunków. Zwykle ptaki tylko wyprowadzają tu lęgi, jak np. petrel śnieżny.
- Kraina orientalna – obejmuje południowo-wschodnią Azję. Endemiczne są tylko zieleniki, turkuśniki, gołogłowy oraz paskowniki, a zasiedla ten rejon 69 rodzin i 1700 gatunków. Wszystkie są mniej lub bardziej barwne. Część gatunków jest wspólna z krainą palearktyczną i australijską.

Kraina palearktyczna bywa łączona z nearktyką w jedną krainę – holarktykę, a ta wraz z krainą etiopską i orientalną bywa zaliczana do królestwa Arktogea. Pozostałe krainy tworzą w tym systemie osobne królestwa.